# De bună voie și nesilit de nimeni
De bună voie și nesilit de nimeni este un film românesc din 1974 regizat de Maria Callas Dinescu. Rolurile principale au fost interpretate de actorii Ana Széles, Romeo Pop, Emanoil Petruț.

## Distribuție
Distribuția filmului este alcătuită din:
- Romeo Pop — Matei Clejan
- Ana Széles — Agnes
- Eugenia Bosînceanu — Ana
- George Mihăiță — Dimescu, inginer agronom
- Paula Chiuaru
- Ferenc Fábián — Bartha Béla (menționat Fábian Ferencz)
- Constantin Fugașin — Tânărul
- Rodica Mandache — Rodica, contabila
- Haralambie Boroș
- Elisabeta Jar-Rozorea — Mama lui Agnes
- Constantin Codrescu — Doctorul
- Gheorghe Naghi — Nea Nae
- Ildiko Codrescu
- Emanoil Petruț — Ilie Clejan
- Ion Vasiliu
- Maria Szabo — Erzsi